# Алкиной
Алкиной (на гръцки: Ἀλκίνοος) в древногръцката митология е син на Навзитой и баща на Навзикея и Лаодамант от Арета. Името му буквално означава силен ум.
Той е цар на Феакия на остров Схерия и гостоприемно посреща Одисей, който претърпява корабокрушение на брега на острова му, и аргонавтите. Голяма част от Одисея са разказаните от Одисей приключения на цар Алкиной.
Неговият дворец е пазен от златни кучета, които никога не спят и според легендите е построен от Хефест.